# Bellevalia clusiana
Bellevalia clusiana är en sparrisväxtart som beskrevs av August Heinrich Rudolf Grisebach. Bellevalia clusiana ingår i släktet Bellevalia och familjen sparrisväxter. Inga underarter finns listade i Catalogue of Life.